# Selfjall (berg i Island, Norðurland eystra, lat 66,09, long -17,94)
Selfjall är ett berg i republiken Island. Det ligger i regionen Norðurland eystra, 280 km nordost om huvudstaden Reykjavík. Toppen på Selfjall är 743 meter över havet.
Trakten runt Selfjall är nära nog obefolkad, med mindre än två invånare per kvadratkilometer. Närmaste större samhälle är Grenivík, omkring 18 kilometer sydväst om Selfjall. Trakten runt Selfjall består i huvudsak av gräsmarker.